# Burden of a Day
Burden of a Day is een Amerikaanse posthardcoreband afkomstig uit Sarasota, Florida.

## Biografie
De band werd opgericht in 2004. De band verdiende een contract bij Blood & Ink Records, waar ze vervolgens op 9 mei 2006 hun debuutalbum Pilots & Paper Planes uitbrachten. Het album vermengt Christelijke invloeden met screamo en ontving gemixte recensies. Ter promotie van dit album toerde de band extensief, waarna ze in 2007 een contract aangeboden kregen bij Rise Records. Datzelfde jaar verliet gitarist Bryan Honhart de band. Hij werd vervangen door Mike Sommers.
Op 4 maart 2008 bracht de band hier Blessed Be Our Ever After uit. Dit album werd geproduceerd door Joey Sturgis. Een jaar later volgde het derde album van de band, Oneonethousand getiteld. Dit album werd geproduceerd door Andrew Wade en ter promotie toerde de band die zomer door de Verenigde Staten naast bands als Emarosa, Our Last Night, In Fear and Faith en I See Stars. Enkele maanden later besloot de band vervolgens uit elkaar te gaan en op 6 maart 2010 gaven ze in thuisstad Sarasota hun laatste concert.
In 2015 voegden Kyle Tamo en Morgan Alley zich bij een nieuw collectief, Colours. Op 5 april 2018 benadrukte de band op haar Facebookpagina dat ze geen plannen hadden om weer bij elkaar te komen

## Formatie
| Laatste bezetting - Kyle Tamosaitis - leidende vocalen (2008–2010) - Josh Sommers - gitaar, achtergrondvocalen (2004–2010) - Mike Sommers - gitaar, achtergrondvocalen (2007–2010) - Morgan Alley - drums (2009–2010) - Terry Clark - bas, achtergrondvocalen (2004–2010) | Voormalige leden - Chris Scott - drums (2009) - Kendall Knepp - leidende vocalen (2004–2008) - Jesse Hostetler - drums (2004–2009) - Bryan Honhart - gitaar (2004–2007) |

Tijdlijn

## Discografie
Studioalbums
- 2006: Pilots & Paper Planes (Blood & Ink Records)
- 2008: Blessed Be Our Ever After (Rise Records)
- 2009: OneOneThousand (Rise Records)